# Bárður á Steig Nielsen
Bárður á Steig Nielsen (Vestmanna, 16 d'abril de 1972) és un home de negocis i polític feroès. Des del 24 d'octubre de 2015 dirigeix el Partit de la Unió de les Illes Fèroe. Va ser també porter d'handbol al Vestmanna Ítrottarfelag i a la selecció de l'arxipèlag. Actualment és el primer ministre de les Illes Fèroe.

## Biografia
Bárður Nielsen va estudiar Administració d'Empreses a la Facultat de Ciències Empresarials i Socials de la Universitat d'Aarhus.
Va iniciar la seva carrera empresarial com a empleat a la firma de comptabilitat Rasmussen og Weihe a Tórshavn el 1993, on s'hi va estar fins a l'any 2000. Del 2001 al 2004 va ocupar el càrrec de director de comptabilitat al Pelagic Kollafjord de Kollafjørður. El 2007 va deixar el càrrec de ministre de Finances de les Illes Fèroe per convertir-se en el director general del projecte d'edificació a gran escala SMI Stóratjørn a Hoyvík, gestionat per empresaris islandesos. Tanmateix, el projecte mai es va implementar a causa de la crisi financera del 2007-2008, i à Steig Nielsen el febrer de 2009 va haver de deixar aquesta feina. Els anys 2009-2010 va ser el director general d'un taller de màquines a Hoyvík. Des del 2010 ha treballat com a director financer a la companyia de telefonia Vodafone Føroyar a Tórshavn.

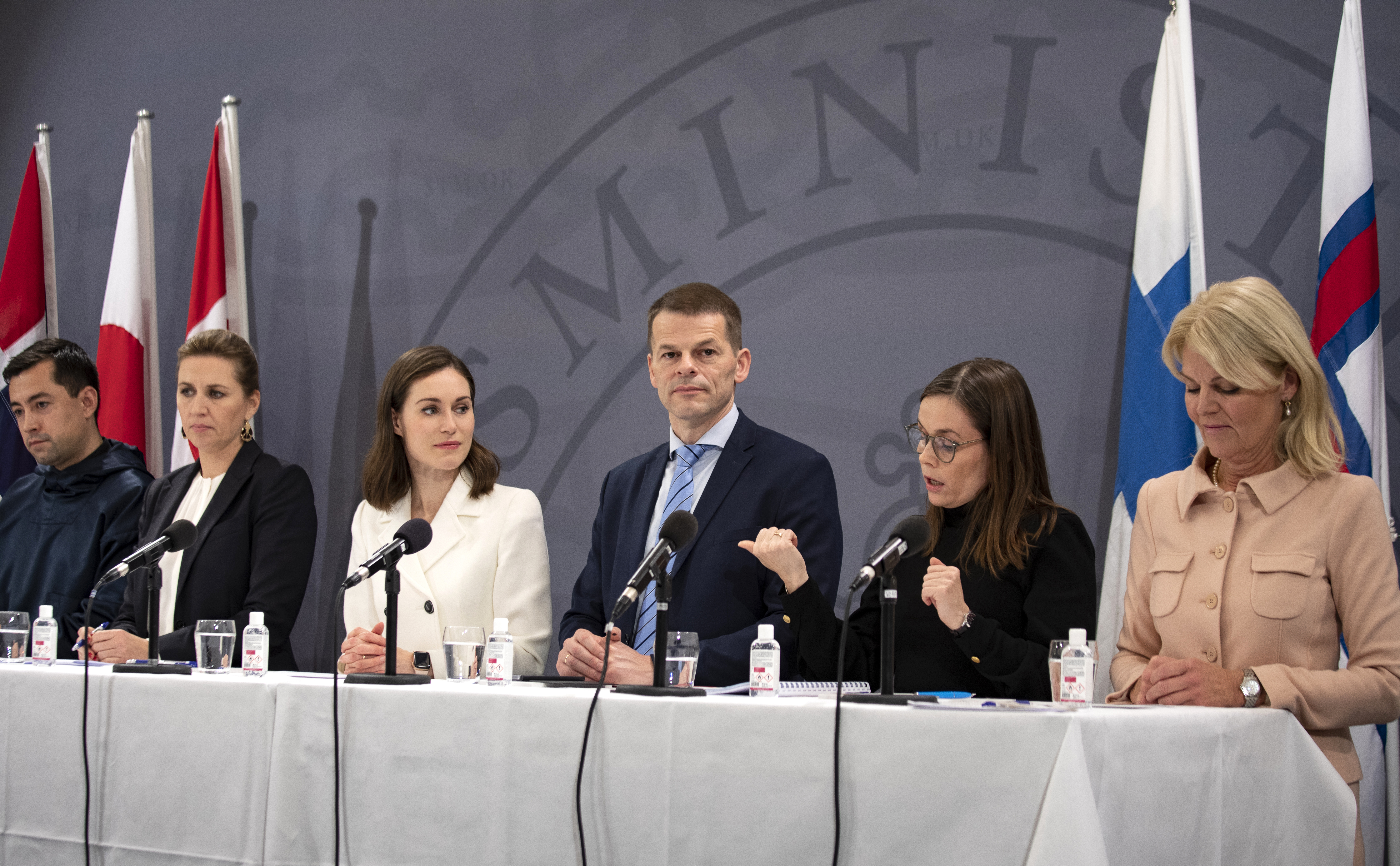
Sessió del Consell Nòrdic amb Bárður Nielsen, el novembre de 2021.

Ha estat membre del consell de l'aeroport de Vágar, Kollafjord Pelagic i d'algunes altres empreses comercials de Tórshavn.
Bárður Nielsen és fill de Gunnvá Winther i de Bogi á Steig. Està casat amb Rakul Nielsen (nascuda Lamhauge), amb qui té quatre fills. La família viu a Vestmanna.

## Carrera política
Bárður á Steig Nielsen va ser elegit per al parlament feroès per primer cop, en representació de la regió Norðurstreymoy, el 2002 i després altre cop per a la legislatura 2004–2008. Va ser ministre de finances al primer govern de Jóannes Eidesgaard des del 2004, però va deixar la càrrec per convertir-se en el líder del projecte d'edificació Stóra Tjørn, que finalment es va anul·lar per la crisi econòmica. A les eleccions de 2011 va ser reelegit per al Løgting. El març de 2015 va ser elegit vicepresident del Partit de la Unió i el 24 d'octubre del mateix any va ser-ne elegit president.
Des del 16 de setembre de 2019 exerceix el càrrec de primer ministre de les Illes Fèroe.